# 景东翅子树
景东翅子树（学名：Pterospermum kingtungense）为梧桐亚科翅子树属下的一个种。为中国特有种，主要分布在云南景东彝族自治县川河流域。是中国国家二级保护植物。

## 扩展阅读
維基物種上的相關：景东翅子树